# Publius taurus
Publius taurus es una especie de coleóptero de la familia Passalidae.

## Distribución geográfica
Habita en Venezuela.